# Europacup I hockey mannen 1998
De 25ste Europacup I hockey voor mannen werd gehouden van 10 tot en met 13 april 1998 in het Spaanse Terrassa. Het deelnemersveld bestond uit 8 teams. Atlètic Terrassa won deze editie door in de finale Amsterdam H&BC te verslaan.

## Uitslag poules

### Eindstand Groep A
| Team              | Pnt | GS | W | G | V | DV | DT | DS  |
| ----------------- | --- | -- | - | - | - | -- | -- | --- |
| 1. Amsterdam H&BC | 6   | 3  | 2 | 0 | 1 | 18 | 7  | +11 |
| 2. Lille MHC      | 6   | 3  | 2 | 0 | 1 | 11 | 9  | +2  |
| 3. Bremins Brest  | 4   | 3  | 1 | 1 | 1 | 8  | 8  | 0   |
| 4. CUS Bologna    | 1   | 3  | 0 | 1 | 2 | 3  | 16 | -13 |

### Eindstand Groep B
| Team                  | Pnt | GS | W | G | V | DV | DT | DS |
| --------------------- | --- | -- | - | - | - | -- | -- | -- |
| 1. Atlètic Terrassa   | 9   | 3  | 3 | 0 | 0 | 10 | 2  | +8 |
| 2. Uhlenhorst Mülheim | 6   | 3  | 2 | 0 | 1 | 12 | 7  | +5 |
| 3. WKS Grunwald       | 1   | 3  | 0 | 1 | 2 | 8  | 14 | -6 |
| 4. Lisnagarvey HC     | 1   | 3  | 0 | 1 | 2 | 6  | 13 | -7 |

## Poulewedstrijden

### Vrijdag 10 april 1998
- A Amsterdam - CUS Bologna 7-0
- A Bremins Brest - Lille HC 1-2
- B Uhlenhorst - Lisnagarvey 4-2
- B Atletic Terrassa - WKS Grunwald 3-1

### Zaterdag 11 april 1998
- A Amsterdam - Lille HC 7-2
- B Uhlenhorst - WKS Grunwald 7-3
- A Bremins Brest - CUS Bologna 2-2
- B Atletic Terrassa - Lisnagarvey 5-0

### Zondag 12 april 1998
- A Amsterdam - Bremins Brest 4-5
- A Lille HC - CUS Bologna 7-1
- B WKS Grunwald - Lisnagarvey 4-4
- B Uhlenhorst - Atletic Terrassa 1-2

## Finalewedstrijden

### Maandag 13 april
- 4A - 3B CUS Bologna - WKS Grunwald 0-2
- 3A - 4B Bremins Brest - Lisnagarvey 6-1
- 2A - 2B Lille HC - Uhlenhorst 0-4
- 1A - 1B Amsterdam - Atletic Terrassa 1-2

## Einduitslag
1.  Atlètic Terrassa 

2.  Amsterdam H&BC 

3.  Uhlenhorst Mülheim 

4.  Lille MHC 

5.  Stroitel Bremins Brest 

5.  WKS Grunwald 

7.  CUS Bologna 

7.  Lisnagarvey HC